# Centro notifiche (Windows)
Il Centro notifiche (conosciuto fino a Windows 8.1 come Centro operativo) è un centro di notifica incluso con Windows Phone 8.1, Windows 10 e Windows 10 Mobile. È stato introdotto per la prima volta con Windows Phone 8.1 a luglio 2014 ed è stato introdotto sul desktop con il lancio di Windows 10 il 29 luglio 2015. Il Centro notifiche sostituisce gli charm in Windows 10.

## Funzionalità
Il Centro notifiche consente quattro impostazioni rapide e in Windows 10 gli utenti possono espandere la visualizzazione per mostrare tutte le impostazioni rapide. Le notifiche sono ordinate in categorie per app e gli utenti possono scorrere verso destra per cancellare le notifiche. Il Centro notifiche supporta anche notifiche attivabili a partire da Windows 10. Nella versione per cellulari, l'utente può scorrere dall'alto verso il basso per richiamare il Centro notifiche, e ulteriori funzionalità introdotte in Windows Phone 8.1 includono la possibilità di modificare semplici impostazioni come i controlli del volume. Il design della nuova area delle notifiche consente all'utente di modificare le reti wireless, attivare e disattivare Bluetooth e la modalità aereo e accedere alla "Modalità di guida" da quattro caselle personalizzabili nella parte superiore dello schermo, mentre al di sotto di queste quattro caselle inserite orizzontalmente messaggi di testo e integrazione sociale. Sulla versione desktop, l'utente può richiamare il Centro notifiche facendo clic sulla sua icona sulla barra delle applicazioni (nell'angolo in basso a destra dello schermo) o scorrendo da destra.
Microsoft annunciò a Microsoft Build 2016 che Cortana sarebbe in grado di replicare le notifiche tra i centri notifiche di Windows 10 Mobile e Windows 10, e anche di sincronizzare le notifiche dei dispositivi Android con il Centro notifiche di Windows 10.